# Alfred Hofmann-Stollberg
Alfred Hofmann-Stollberg, eigentlich Alfred Hofmann (* 16. Oktober 1882 in Oberplanitz bei Zwickau; † 25. Februar 1962 in Dresden), war ein Maler, Grafiker und Kunsterzieher, der von 1910 bis 1929 in Stollberg im heutigen Erzgebirgskreis in Sachsen und seit 1929 in Dresden arbeitete. Er bevorzugte in seiner Malerei Weihnachtsmotive und Motive aus dem Erzgebirge und dem Vogtland und wurde deswegen vor allem als Weihnachts- und Erzgebirgsmaler bekannt.  Außerdem war er langjähriges Mitglied im Deutschen Künstlerbund.

## Leben und Wirken
Hofmanns Vater war Bäckermeister. Hofmann besuchte nach seiner Volksschulzeit das Lehrerseminar in Schneeberg, wo seine künstlerische Begabung erkannt und gefördert wurde. Das Seminar war bekannt für die hervorragende künstlerische Ausbildung der zukünftigen Volksschullehrer, die in ganz Sachsen eingesetzt wurden. Viele der in Schneeberg ausgebildeten Pädagogen betätigten sich später auch als Heimat- und Volkskundler.
1906 setzte Hofmann seine Ausbildung mit einem Studium der bildenden Kunst in Dresden fort. Nach dem erfolgreichen Abschluss des Studiums arbeitete er als Kunsterzieher für höhere Lehranstalten im Atelier von Richard Guhr. 1910 berief ihn das Lehrerseminar Stollberg als Lehrer für Kunsterziehung. Das Lehrerseminar von Stollberg entstand 1903 als Ableger des Seminars in Annaberg und wurde nach dem Ersten Weltkrieg in eine neunstufige Deutsche Oberschule umgewandelt. Alfred Hofmanns Tätigkeit erwies sich als Gewinn für die Lehranstalt, deren hohes Niveau er mitgestaltete. Neben seiner Tätigkeit als Kunsterzieher engagierte er sich gemeinsam mit seiner Frau als Leiter einer aus Seminaristen und Oberschülern bestehende Laienspielgruppe, die vorwiegend in Westsachsen auftrat und Stücke von Hans Sachs spielte oder Gerhart Hauptmanns Diebeskomödie Der Biberpelz aufführte.
Wegen eines Nervenleidens musste Hofmann im Jahr 1929 seinen Lebensmittelpunkt von Stollberg nach Dresden verlegen. Sein Nachfolger in Stollberg war Walter Schurig. Hofmann-Stollbergs neunzehnjähriges Wirken in der Stadt am Nordrand des Erzgebirges gilt als seine Hauptschaffenszeit als Maler und Grafiker. Es entstanden viele Radierungen, Holzschnitte, verschiedene dekorative Arbeiten sowie Buch- und Kalenderillustrationen, die er seit 1910 mit seinem Künstlernamen Alfred Hofmann-Stollberg signierte. Seine Hauptmotive fand er in der Volkskunst, den heimatlichen Traditionen und vor allem in der Landschaft des Erzgebirges und des Vogtlandes zu allen Jahreszeiten. Hofmann-Stollberg arbeitete sehr oft mit dem Druckereibesitzer und Verleger Paul Keller zusammen, der den von ihm gestalteten Erzgebirgischen Haus- und Heimatkalender herausgab. In seinen Kalendern verarbeitete der Künstler Anregungen und Eindrücke aus dem Erzgebirge und dem Vogtland, wie Erzgebirgische Häusler, Altes Hammerwerk oder Dr. Kastenmaa. Er schuf außerdem die Serie Erzgebirgslandschaften, die aus zwölf farbigen Originalholzschnitten bestand, und die Radierung Vogtländischer Gasthof (1920). Durch seine Illustrationen in den Werken von Kurt Arnold Findeisen, beispielsweise Mutterland (1914) oder Goldenes Weihnachtsbuch (1928), wurde Hofmann-Stollberg auch außerhalb seiner unmittelbaren Heimat bekannt. Zu einem der meistgelesenen Bücher Findeisens, dem 1922 erschienenen Roman „Der Sohn der Wälder“, schuf er „Das Bilderbuch vom Raubschützen Karl Stülpner“. Es handelte sich dabei um eine Mappe mit (zum Teil handgetuschten) Zeichnungen, die im Dresdener Verlag Beutelspacher & Co. herausgegeben wurde.
Von 1929 bis 1944 arbeitete Hofmann-Stollberg in Dresden-Plauen an der Deutschen Oberschule, wo noch beachtliche Werke, vor allem Aquarelle mit Motiven der Landschaft des Plauenschen Grundes, entstanden. Er war u. a. Mitglied des Dresdner Künstlerbunds und in der Zeit des Nationalsozialismus obligatorisches Mitglied der Reichskammer der bildenden Künste. Es ist für diese Zeit seine Teilnahme an zwölf Ausstellungen sicher belegt.
Er erblindete 1951 und konnte sein künstlerisches Schaffen nicht mehr fortsetzen.
Ein aus Aquarellen, Holzschnitten, Zeichnungen, Druckvorlagen und Skizzenbüchern bestehender Teilnachlass befindet sich seit 2019 als Dauerleihgabe in der Sammlung Erzgebirgische Landschaftskunst.

## Ausstellungen in der sowjetischen Besatzungszone bzw. der DDR (unvollständig)
- 1947 und 1948: Freiberg, Stadt- und Bergbaumuseum  (2.[3] und 3.[4] Ausstellung Erzgebirgischer Künstler)
- 1954: Zwickau, Städtisches Museum („Künstler aus Zwickau“)[5]